# Acalitus brevitarsus
Acalitus brevitarsus är en spindeldjursart som först beskrevs av Fockeu 1890.  Acalitus brevitarsus ingår i släktet Acalitus, och familjen Eriophyidae. Arten är reproducerande i Sverige.